# Caso Xammar
Se conoce como caso Xammar o proceso Xammar el encausamiento judicial del abogado Josep Maria Xammar por parte de la Audiencia Provincial de Barcelona, que culminó el día 10 de septiembre de 1934 con la detención del fiscal Sancho por parte de la policía de los Servicios de Orden Público de la Generalidad de Cataluña.

## Hechos
A comienzos de julio de 1934, Josep Aymà y Sellarés y Camil Bofill i Torrents fueron detenidos y acusados de «excitación a la rebelión» e «injurias a las autoridades» por varios artículos desde las páginas del diario La Nació Catalana, órgano de prensa del Partit Nacionalista Català (PNC), periódico del que  habían sido directores.
Los disturbios provocados durante sus juicios por la prohibición a los acusados de declarar en catalán llevaron también al procesamiento de su abogado, Josep Maria Xammar, dirigente también del PNC. En medio de una gran expectación mediática, el 10 de septiembre de 1934 fue el propio Miquel Badia quien, como jefe superior de los Servicios de Orden Público, custodió al detenido hasta el Palau de Justicia. El día de la vista, mientras en el exterior de la sala las fuerzas de orden público dispersaban a varias decenas de militantes concentrados, adentro, Josep Maria Xammar recusaba al tribunal por negarle el uso del catalán. El juez, Jovino Fernández, le impuso una multa de 250 pesetas que, ante el gesto despectivo del dirigente del PNC, aumentó a 1.000 pesetas. Esto provocó gritos de ¡Visca Catalunya! entre el público y el intercambio de insultos con los magistrados, de entre los cuales destacó el fiscal Sancho, que recibió una bofetada después de hacerse notar por el tono anticatalán de sus expresiones. La policía, finalmente, desalojó el recinto y, por orden de su jefe, Miquel Badia, detuvo el fiscal como responsable de la alteración de la orden.

## Consecuencia de los incidentes
Como primera consecuencia de los hechos, el día 12 de septiembre, el Comisario de Orden Público de la Generalitat, Miquel Badia, dimitía de su cargo, a pesar de haber recibido numerosas muestras de solidaridad de su partido. Posteriormente, a través del abogado Marramón, Badia presentó recurso contra el auto de procesamiento.